# Cyrillopsis micrantha
Cyrillopsis micrantha là một loài thực vật có hoa trong họ Ixonanthaceae. Loài này được (Steyerm.) P.E.Berry & N.Ramírez mô tả khoa học đầu tiên năm 1995.